# 焕镛报春
焕镛报春（学名：Primula woonyoungiana），为报春花科报春花属下的一个种。其种加词“woonyoungiana”以植物学家陈焕镛的名字命名。